# لويز ارتشر
لويز ارتشر (بالإنجليزية: Louise Archer)‏ هي مُدرسة أمريكية، ولدت في 23 أكتوبر 1893، وتوفيت في 1 أبريل 1948.